# Dogecoin
Dogecoin (código: DOGE, símbolo: Ð y D) es una criptodivisa derivada de Bitcoin que usa como mascota un perro Shiba Inu del meme de Internet «Doge». Es una criptomoneda inflacionaria porque no tiene límite de emisión. La segunda quincena de junio de 2014, se había minado más de 100 mil millones (100,000,000,000) de Dogecoins. Tiene un coste energético por transacción de 0.12 kWh por transacción frente a los 707 kWh por transacción de Bitcoin. Energéticamente, Dogecoin es 5892 veces más eficiente que Bitcoin.

## Historia
La criptomoneda Dogecoin fue creada por el programador y antiguo ingeniero de IBM Billy Markus, natural de Portland, Oregon, quien originalmente intentaba juguetear con una criptodivisa ya existente llamada «Bells», basada en el Animal Crossing de Nintendo, con la esperanza de alcanzar una base de usuarios más amplia que la de los inversores que crearon el Bitcoin, y algo que no estuviera involucrado con la controvertida historia detrás de Bitcoin (concretamente su asociación con el mercado negro Silk Road).
Al mismo tiempo, su amigo Jackson Palmer, un trabajador del departamento de marketing de Adobe Systems en Sídney, Australia, y la persona que concibió originalmente la idea del Dogecoin, fue animado en Twitter por un estudiante del Front Range Community College a hacer la idea realidad, lo que llevó a Palmer a contactar con Markus.
Tras obtener varias menciones en Twitter, Palmer registró el dominio en un cibercafé dogecoin.com, que mostró a Markus, y rápidamente comenzó la asociación entre Markus y Palmer, que lanzaron la moneda poco después de que Markus acabara el desarrollo de la cartera de Dogecoin.
El 17 de diciembre de 2013, menos de dos semanas desde el lanzamiento de la moneda, el 6% de la cantidad total de 100 millones de DOGE ya habían sido minados, y el 19 de diciembre, el valor del Dogecoin había subido más de un 300%, pasando de 0.00026 a $ 0.00099 $ en un momento en que Bitcoin y otras muchas criptodivisas estaban tambaleándose por la decisión de China de prohibir a sus bancos realizar operaciones yuanes chinos con Bitcoin.
El 22 de diciembre el Dogecoin experimentó su primer desplome al caer un 80% debido a que los grandes grupos de mineros vieron la oportunidad de explotar la pequeña potencia computacional que requería en aquellos momentos minar la moneda.
El 24 de diciembre de 2013, se produjo el primer gran robo de Dogecoins, en el que se robaron millones de monedas en un ataque al Dogewallet. Un cracker logró acceder al sistema de ficheros de la cartera y modificó su página de enviar/recibir para que todas las monedas se enviaran a una dirección estática.
Markus basó el Dogecoin en otra moneda ya en existencia, el Litecoin, que también usa la tecnología scrypt en su algoritmo de prueba-de-trabajo, lo que significa que los mineros no pueden aprovecharse de equipamiento especializado para la minería de Bitcoins para minar a mayor velocidad. Inicialmente, Dogecoin tenía un límite de 100 mil millones de monedas, que ya habrían sido muchas más monedas de las que permitían las principales monedas digitales. En febrero de 2014, el fundador de Dogecoin, Jackson Palmer, anunció que se eliminaría ese límite y que no habría límite, lo que debería tener como resultado un aumento constante de su tasa de inflación durante un largo período de tiempo. A pesar del propósito original del Dogecoin como prueba de concepto y una broma sobre el meme de internet del mismo nombre, esta divisa virtual ha alcanzado tanta popularidad que a día de hoy cuenta con miles de comunidades dedicadas a él y muchas casas de cambio que hacen que esta moneda esté a la altura de otras más establecidas como el Litecoin o el Bitcoin. La popularidad y el valor de la divisa están creciendo rápidamente; a fecha de 7 de enero de 2014, el precio base era aproximadamente de 4600 DOGES a 1 dólar de los Estados Unidos.
El 24 de diciembre el Banco Central de India advirtió a los usuarios de Dogecoin y otras monedas virtuales de los riesgos asociados a ellas.
15 de marzo de 2021 alcanzó un máximo de 0,1283 centavos de dólar. Superando en mucho el suceso de 2018, que hasta ahora había sido el máximo en su historia.
Se espera por medio de los entusiastas, buscar la manera de que llegue a costar $1.00 USD. Pero teniendo presente que se trata de un mercado volátil que depende de muchos factores para subir o bajar el precio de sus productos.

## Críticas
Jackson Palmer, uno de los cofundadores de Dogecoin que se había retirado del proyecto en 2015, hizo en julio de 2021 unas declaraciones públicas a través de su cuenta de Twitter en las que criticaba duramente las criptomonedas, calificándolas como una tecnología inherentemente derechista e hipercapitalista diseñada para obtener dinero de personas financieramente desesperadas e ingenuas:

Después de años estudiándola, creo que la de las criptomonedas es una tecnología inherentemente derechista e hipercapitalista construida principalmente para amplificar la riqueza de sus defensores a través de una combinación de evasión fiscal, reducción de la supervisión regulatoria e imposición de la escasez artificial.

La industria de las criptomonedas se aprovecha de una red de conexiones comerciales turbias, y de influencers y medios comprados para perpetuar un esquema de 'Hazte rico rápido' no muy distinto de una secta, y diseñado para extraer nuevo dinero de aquellos financieramente desesperados e ingenuos.

La explotación financiera existía, sin duda, antes de las criptomonedas, pero ésta se ha construido casi a propósito para que el embudo de la especulación sea más eficiente para los de arriba y menos seguro para los vulnerables. Las criptomonedas son como tomar las peores partes del sistema capitalista actual (por ejemplo, la corrupción, el fraude, la desigualdad) y utilizar el software para limitar técnicamente el uso de las intervenciones (por ejemplo, las auditorías, la regulación, los impuestos) que sirven como protecciones o redes de seguridad para la persona promedio.

## Software
| Aplicaciones   | Aplicaciones | Aplicaciones          | Aplicaciones                                                       | Aplicaciones | Aplicaciones  | Aplicaciones |
| -------------- | ------------ | --------------------- | ------------------------------------------------------------------ | ------------ | ------------- | ------------ |
| Nombre         | Tipo         | OS                    | Enlace                                                             | Multidivisas | Gestión pagos | Exchange     |
| Dogecoind      | Nativo       | Mac / Linux / Windows | https://dogecoin.com/                                              | ✘            | ✔             | ✘            |
| Cripto-Pay.com | Online       | Navegadores Web       | https://web.archive.org/web/20160210031531/https://cripto-pay.com/ | ✔            | ✔             | ✔            |
| Multidoge      | Nativo       | Mac /Linux / Windows  | https://multidoge.org/                                             | ✘            | ✔             | ✘            |
| Dogechain      | Online       | Navegadores Web       | https://my.dogechain.info                                          | ✘            | ✔             | ✘            |

## Uso y casas de cambio
Hay varias casas de cambio en la red que realizan intercambios DOGE/BTC, DOGE/LTC, DOGE/USD... El precio es altamente volátil debido a que el tiempo de existencia de la moneda es relativamente corto.  A fecha de 29 de enero del 2021, el precio de un DOGE es de 0.05209 $, pero esto no ha sido un freno para el intercambio, dado que hay quienes están intercambiando bienes reales por DOGEs en importantes comunidades en red, como Reddit.
El 5 de julio de 2019 Binance listó Dogecoin por primera vez en su plataforma de intercambio. Pero su listamiento en Coinbase no fue hasta el 1 de junio de 2021.

## Transacciones
Dogecoin funciona usando criptografía asimétrica, en la que un usuario genera un par de claves criptográficas: una pública y una privada. Sólo la clave privada puede decodificar información cifrada con la clave pública; por tanto, el propietario de las claves puede distribuir la clave pública abiertamente sin temor a que nadie pueda usarla para obtener acceso a la información cifrada. Todas las direcciones de Dogecoin son claves públicas; son una cadena de 34 números y letras que empiezan por la letra D. La clave pública es la dirección del monedero de Dogecoin a la que otros usuarios pueden enviar y de la que pueden recibir dogecoins.

## Coste energético
En mayo de 2021 TRG Datacenters realizó un estudio sobre el consumo energético para ejecutar una transacción con diferentes criptomonedas, siendo el de Dogecoin de 0.12 kWh por transacción frente a los 707 kWh por transacción de Bitcoin. Energéticamente Dogecoin es 5892 más eficiente que Bitcoin.

## Características y diferencias frente a otras criptomonedas
- Es la segunda moneda con más seguidores en la red social Reddit.
- No tiene límite de emisión, lo que la convierte en una moneda inflacionaria.
- El bajo precio de su cotización hace que las comisiones por enviar y recibir Dogecoins sean más baratas que las del Bitcoin, Litecoin...
- Sus transacciones se realizan en 60 segundos, a diferencia de los 10 minutos que necesita el Bitcoin o los 2.5 minutos del Litecoin.

## Planificación de bloques
| Número de bloque | Recompensa por bloque   | Primer bloque                            | Monedas producidas (aprox) | Monedas totales en circulación (aprox) |
| ---------------- | ----------------------- | ---------------------------------------- | -------------------------- | -------------------------------------- |
| 1-100,000        | 0-1,000,000 (aleatorio) | 8 de diciembre de 2013                   | 50,000,000,000             | 50,000,000,000                         |
| 100,001-144,999  | 0-500,000 (aleatorio)   | 14 de febrero de 2014                    | 11,250,000,000             | 61,250,000,000                         |
| 145,000-200,000  | 250,000 (fijo)          | 17 de marzo de 2014                      | 13,750,000,000             | 75,000,000,000                         |
| 200,001-300,000  | 125,000 (fijo)          | 28 de abril de 2014                      | 12,500,000,000             | 87,500,000,000                         |
| 300,001-400,000  | 62,500 (fijo)           | 15 de julio de 2014                      | 6,250,000,000              | 93,750,000,000                         |
| 400,001-500,000  | 31,250 (fijo)           | 2 de octubre de 2014                     | 3,125,000,000              | 96,875,000,000                         |
| 500,001-600,000  | 15,625 (fijo)           | 14 de diciembre de 2014 (fecha estimada) | 1,562,000,000              | 98,437,500,000                         |
| 600,001+         | 10,000 (fijo)           | 25 de febrero de 2015 (fecha estimada)   | 5,200,000,000 por año      | Sin límite                             |

## Doge4Water
Animada por el éxito de la campaña de los Juegos Olímpicos y otras campañas de recaudación de fondos, la Dogecoin Foundaiton, dirigida por Eric Nakagawa, inició una iniciativa de recaudación de fondos en colaboración con Charity: Water para construir una presa en el río Tana, en Kenia. El objetivo era recaudar 40.000.000 de Dogecoin (equivalentes a 30.000 dólares en ese momento) antes del Día Mundial del Agua (22 de marzo). La campaña tuvo éxito; se consiguieron donaciones de más de 4.000 personas, entre ellas un donante anónimo que aportó por su cuenta 14.000.000 de monedas (11.000 dólares).

## Elon Musk y Dogecoin
El empresario Elon Musk ha influido en repetidas ocasiones en el valor de Dogecoin mediante mensajes publicados en la red social Twitter. Diversos analistas y medios han señalado que sus comentarios podrían considerarse una forma de manipulación del mercado, aunque, al no estar las criptomonedas reguladas como activos financieros, estas acciones no constituyen una ilegalidad.
El primer mensaje relevante fue publicado el 20 de diciembre de 2020, cuando Musk escribió «One Word: Doge» («Una palabra: Doge»). Poco después, el precio de la criptomoneda aumentó en torno a un 50 %. 
En febrero de 2021 publicó varios tuits afirmando que «Dogecoin is the people's crypto» («Dogecoin es la criptomoneda de la gente») y «No highs, no lows, only Doge» («Sin subidas, sin bajadas, solo Doge»). El valor de Dogecoin subió entonces alrededor de un 40 %. 
El 15 de abril de 2021 compartió una imagen de la obra Perro ladrando a la luna de Joan Miró, tras lo cual Dogecoin experimentó un alza superior al 100 %. 
Posteriormente, el 20 de mayo de 2021, el precio de Dogecoin subió un 11 % tras un nuevo meme publicado por Musk relacionado con la criptomoneda.
El 14 de diciembre de 2021 Dogecoin subió cerca de un 10 % horas después de que Musk anunciara que Tesla aceptaría la criptomoneda como forma de pago para determinados artículos de mercancía.